# Krumbach (Schwaben)
Krumbach (Schwaben) er den næststørste by i Landkreis Günzburg i Regierungsbezirk Schwaben i den tyske delstat Bayern.

## Geografi
Krumbach ligger på Iller-Lech-sletten i flodalen til Kammel, der er en biflod til Mindel, der videre løber ud i Donau. Landskabet er præget af skove og landbrugsområder i en højde af 512 moh.
Til Krumbach kommune hører bydelene og landsbyerne Attenhausen, Billenhausen (med Hirschfelden), Edenhausen, Hohenraunau, Hürben og som den største Niederraunau.
Krumbach ligger i Region Donau-Iller, og de nærmeste større byer er Ulm, som ligger 41 km væk, og Augsburg som er 49 km væk.
- En kilometer øst for byen ligger kurbadet Krumbad, der er det ældste kursted i Schwaben, hvis historie går tilbage til det 14. århundrede.
- En kilometer væk ligger Schloss Niederraunau i bydelen af samme navn.

## Historie
I 1156 blev Krumbach nævnt første gang, og i 1370 fik byen købstadsrettigheder. Krumbach, der er centrum for den sydlige del af landkreisen, var fra 1305 til 1805 habsburgsk og var en del af det østrigske Markgrevskab Burgau. Ved Freden i Pressburg (1805) blev Krumbach en del af Bayern. I 1895 fik Krumbach stadsrettigheder, og i 1902 blev den sluttet sammen med nabobyen Hürben.
- Den katolske kirke St. Michael
- St. Michaels indre
- Det gamle rådhus fra 1679

- Lichtenstein-Schloss
- Mühlenkapel ved Kammel
- Hürbener vandslot

- Bindinsværkshus "Stern"
- Heilbad Krumbad
- Bækken Krumbach